# Tour de télévision de Brasilia
La tour de télévision de Brasilia est une tour autoportante de radio-télédiffusion située à Brasilia, capitale du Brésil.

## Situation
La tour s'élève au sommet d'une esplanade située sur l'Axe monumental au centre de la ville.

## Historique
Le bâtiment comportant la plate-forme panoramique est ouvert en 1965, deux ans avant l'achèvement et l'inauguration de l'édifice.

## Architecture
La base de l'édifice est un trépied en béton supportant la plate-forme panoramique de forme triangulaire aux façades entièrement vitrées. Un noyau central part du sol, traverse la plate-forme et soutient le mat en acier qui s'élève jusqu'à une hauteur de 224 mètres.

## Source
- (en) Cet article est partiellement ou en totalité issu de l’article de Wikipédia en anglais intitulé « Brasilia TV Tower » (voir la liste des auteurs).